# 别林斯卡亚河
别林斯卡亚河（俄語：Белинская река）或留久志川（日语：／）是萨哈林州的河流，源起卡米舍夫山坡，长23公里，流域面积117平方公里，在别林斯科耶村注入鞑靼海峡。

## 引用
1. ↑  М·Г·瓦西科夫斯基. . 列宁格勒: 气象出版社. 1973 （俄语）.
2. ↑  . 国家水登记处.   [2024-08-23]. （原始内容存档于2025-01-31） （俄语）.